# Zichy György (alispán)

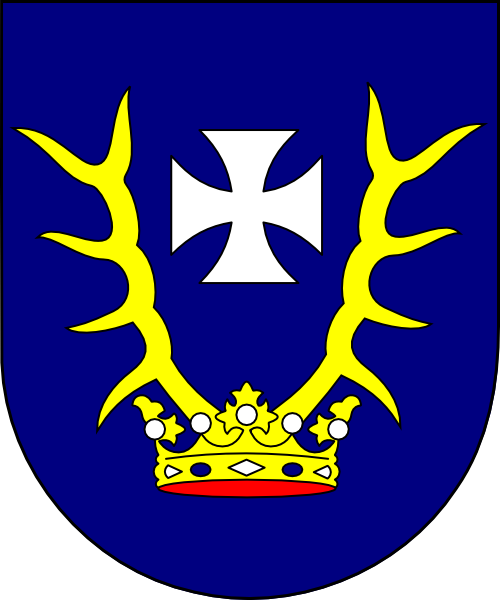
A Zichy család címere

Zicsi Zichy György (fl. 1548–1604), Moson és Vas vármegye alispánja, földbirtokos.

## Élete
Az ősrégi dunántúli előkelő nemesi zicsi Zichy családnak a sarja. Apja Zichy Rafael (fl. 1531–1584), Zala vármegye alispánja, földbirtokos, anyja szentbalázsi Zele Erzsébet (fl. 1531) volt. Az apai nagyszülei Zichy Benedek (fl. 1482–1512), földbirtokos és az ősrégi Rátót nemzetségbeli pákosi Paksy Judit (fl. 1521) voltak. Az anyai nagyszülei szentbalázsi Zele Balázs (fl. 1484–1503), zalavári várnagy, földbirtokos és Nádasdy Zsuzsanna voltak; Zele Balázsné Nádasdy Zsuzsanna fivére báró nádasdi és fogarasföldi Nádasdy Tamás (1498–1562) a Magyar Királyság nádora. Apai nagyanyai dédszülei pákosi Paksy Lajos (fl. 1479-1489), diósgyőri várnagy, földbirtokos és parlagi Parlaghy Lúcia (fl. 1521) voltak; Paksy Lajosné Parlaghy Lúcia apja Parlaghy György (fl. 1452–1485), királyi ajtónállómester, Borsod vármegye főispánja, diósgyőri várnagy, földbirtokos.
Zichy György fiatal korában katonáskodott. A főnemesi Nádasdy családnak a szervitoraként szolgált; urával, báró Nádasdy Ferenccel jó
kapcsolatot ápolt. 1566-ban a török elfoglalta Gyula várát, amelyet Kerecsényi László várnagy feladott. A törökök ígéretüket nem tartották be és az őrzők közül csak maradtak életben, akik elfutottak. Így menekült meg Zichy György, aki Váradra sikerült menekülnie. 1568-ban a megmaradt levelezés alapján minden bizonnyal már aktív familiárisként szolgálta a Nádasdy családot. 1575-ben a zalaszentgróti vár prefektusa volt. 1577-ben, majd 1580 és 1891 között Moson vármegye alispánja. 1595. december 16-án  Sibrik István vasi alispán váratlan halála után a Vas vármegye közgyűlésén közönséges szavazás útján megválasztotta helyére és az alispáni méltóságba helyezte Zichy Györgyöt. 1595 és 1600 között Vas vármegye alispánjaként szolgált Nádasdy Tamás vasi alispán mellett.

## Házasságai és leszármazottjai

A sávolyi Jósa család címere

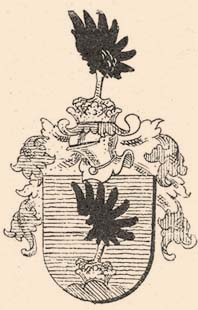
Az asszonyfalvi Ostffy család címerképe

Feleségül vette a Moson vármegyei Oroszváron székelő nemesi származású sávolyi Jósa családnak a sarját, sávolyi Jósa Ilona kisasszonyt, akinek a szülei sávolyi Jósa Farkas (fl. 1522–1558), Moson vármegye alispánja, földbirtokos és rumi és rábadoroszlói Rumy Zsófia voltak. Az apai nagyszülei sávolyi Jósa István (fl. 1510–1540), földbirtokos és némai Kolos Anna (fl. 1510) voltak. Az anyai nagyszülei rumi és rábadoroszlói Rumy János (fl. 1497–1556), földbirtokos és buzini Keglevich Ilona voltak. Jósa Istvánné némai Kolos Annának az apja némai Kolos László (fl. 1481–1507), koronaőr, 1507-ben Drégely vára várnagya, 1493-ban a visegrádi vár várnagya, földbirtokos volt; Kolos Anna fivére némai Kolos Ambrus (fl. 1508–1518), királyi udvarnok (aulae regiae familiaris), veszprémi követ, földbirtokos volt, akinek a hitvese sávolyi Jósa Orsolya, sáyolvi Jósa István leánytestvére volt. Zichy György és Jósa Ilona házasságából született:
- Zichy Rafael (fl. 1586–1599), földbirtokos. Neje: nemes Bornemissza Anna.
- Zichy Pál (fl. 1598–1638), veszprémi kapitány, földbirtokos. Felesége: csábi Csáby Sára. Zichy Pál és Csáby Sára gyermeke: gróf zicsi és vázsonykői Zichy István (1616–1693) tárnokmester, császári és királyi tábornok.

Feleségül vette asszonyfalvi Ostffy Anna (fl. 1527–1558) kisasszonyt, akinek a szülei asszonyfalvi Ostffy Domokos és szántói Botka Veronika voltak. Botka Veronika apja szántói Botka Ferenc (fl. 1500–1540), földbirtokos, akinek az apja szántói Botka Dávid (fl. 1500–1512), földbirtokos volt. A menyasszonynak az apai nagyszülei asszonyfalvi Ostffy Ferenc (fl. 1485–1520), Sopron vármegye főispánja, földbirtokos, és az alsólendvai Bánffy családból való alsólendvai Bánffy Petronella (fl. 1498–1523) voltak; Ostffy Ferencné alsólendvai Bánffy Petronellának a szülei alsólendvai Bánffy Miklós (fl. 1453–1501) ajtónállómester és a Piast-házból való herceg Sagani Margit voltak. Sagani Margit hercegnő szülei pedig II. János sagani herceg (1435–1504) és herceg Katalin von Troppau voltak. Zichy György és Ostffy Anna frigyéből született:
- Zichy Benedek (fl. 1604–1635), szolgabiró, földbirtokos. Neje: felsőszelestei Soeber Erzsébet.
- Zichy Mihály (fl. 1583–1641), Vas vármegye szolgabírája, földbirtokos.[13] 1.f.: nemesdömölki Dömölky Katalin. 2.f.: szentjakabi Petheő Katalin.

Zichy Györgynek a harmadik házastársa a régi zalai nemesi csébi Pogány családnak a sarja, csébi Pogány Anna, akinek a szülei csébi Pogány János (fl. 1562–1596), földbirtokos és véssei Véssey Sára voltak. Zichy Györgyné csébi Pogány Annának az apai nagyszülei csébi Pogány Péter (fl. 1516–†1538), földbirtokos és szerdahelyi Dersffy Erzsébet voltak. Zichy György és Pogány Anna házasságából származott:
- Zichy Éva. Férje: felsőszelestei Szelestey Ferenc.